# Friedrich Reichel
Friedrich Reichel (Oderwitz, Regne de Saxònia, 1833 - Dresden, 1889) fou un compositor alemany.
Als onze anys tocava el piano, el violí, la flauta i el corn, i després completà els seus estudis amb Friedrich Wieck, Otto i Julius Rietz. De bon principi es dedicà a l'ensenyament, i després dirigí diverses societats musicals, i a partir de 1878 fou organista i cantor de l'església de Sant Joan de Dresden. Va compondre cors per a veus d'homes, motets, estudis, dos quartets per a instruments d'arc, un octet per a instruments de vent, una 
la Frühlingssinfonie ("Simfonia de primavera") i l'opereta Die geängstelen Diplomaten ("Els diplomàtics atemorits"), (1875).